# Campionato del mediterraneo di scherma 2007
Il Campionato del mediterraneo di scherma del 2007 ("2007 Mediterranean Fencing Championships"), riservato ad atleti "under 18", è stato organizzato dalla Confederazione europea di scherma e si è svolto a Siracusa in Italia dal 19 al 21 gennaio.
Nel fioretto si sono aggiudicati i titoli di campione e campionessa del mediterraneo l'italiano Giorgio Avola, che ha battuto in finale il connazionale Marco Gianello, e l'italiana Alice Volpi, che ha avuto la meglio sull'egiziana Iman Shaban.
Nella spada il neo-campione e la neo campionessa sono stati il francese Alex Bardener, che ha battuto in finale l'iberico Van Shoot Rosello, e l'italiana Brenda Briasco, che ha superato la connazionale Marta Ferrari.
Infine, nella competizione di sciabola, hanno trionfato il francese Baptiste Gans, superando l'italiano Fabrizio Marino, e l'italiana Lucrezia Sinigaglia, che ha sconfitto la tunisina Azza Besbes.

## Podi

### Uomini
| Specialità  | Oro           | Argento           | Bronzo                         |
| Individuali |               |                   |                                |
| Fioretto    | Giorgio Avola | Marco Gianello    | Alessio Foconi Antonio Santos  |
| Spada       | Alex Bardener | Van Shoot Rosello | Gabriele Bino Joao Santos      |
| Sciabola    | Baptiste Gans | Fabrizio Marino   | Gabriele Foschini Pablo Moreno |

### Donne
| Specialità  | Oro                 | Argento       | Bronzo                                         |
| Individuali |                     |               |                                                |
| Fioretto    | Alice Volpi         | Eman Shaban   | Martina Pascucci Haifa Jebri                   |
| Spada       | Brenda Briasco      | Marta Ferrari | Josephine Jacques-Andrè-Coquin Petroula Ntonou |
| Sciabola    | Lucrezia Sinigaglia | Azza Besbes   | Marina Paizi Araceli Navarro                   |

## Medagliere
| Pos.   | Nazione    | Oro | Argento | Bronzo | Totale |
| ------ | ---------- | --- | ------- | ------ | ------ |
| 1      | Italia     | 4   | 3       | 4      | 11     |
| 2      | Francia    | 2   | 0       | 1      | 3      |
| 3      | Spagna     | 0   | 1       | 3      | 4      |
| 4      | Tunisia    | 0   | 1       | 1      | 2      |
| 5      | Egitto     | 0   | 1       | 0      | 1      |
| 6      | Grecia     | 0   | 0       | 2      | 2      |
| 7      | Portogallo | 0   | 0       | 1      | 1      |
| Totale | Totale     | 6   | 6       | 12     | 24     |